# Oberea rondoni
Oberea rondoni är en skalbaggsart som beskrevs av Stefan von Breuning 1965. Oberea rondoni ingår i släktet Oberea och familjen långhorningar.
Artens utbredningsområde är Laos. Inga underarter finns listade i Catalogue of Life.